# Esteban Quirola
Esteban Quirola Bustos (9 de noviembre de 1978) es un político ecuatoriano que ocupó la prefectura de El Oro de 2014 a 2019.

## Carrera política
Para las elecciones seccionales de 2014 participó como candidato a la prefectura por la alianza entre el Partido Social Cristiano y el movimiento Sociedad Unida Más Acción (SUMA), venciendo al prefecto Montgómery Sánchez, quien buscaba la reelección luego de 18 años en el cargo, por una votación de 51% contra 41.5%.
Al asumir el puesto realizó una serie de acusaciones por supuestos malos manejos dentro de la prefectura en contra del ex-prefecto Sánchez, quien a su vez aseveró que Quirola mentía.
Para las elecciones seccionales de 2019 participó como candidato a la reelección, pero fue derrotado por Clemente Bravo.

### Controversias y denuncias
En enero de 2015 la viceprefecta de El Oro, Cecilia Serrano, realizó una denuncia en la fiscalía en contra del prefecto Quirola por delito de odio y discriminación. Serrano afirmó que el prefecto le había impedido sistemáticamente realizar su trabajo al no permitirle participar en sesiones de la prefectura o conocer planes de obras debido a su condición como mujer, hecho que Quirola negó.
En noviembre de 2014 fue acusado de golpear salvajemente en un estadio de fútbol a un ciudadano que habría criticado su gestión como prefecto en su cuenta de Twitter. Quirola fue hallado culpable y sentenciado a 10 días de prisión, 180 días de trabajos comunitarios, una multa de $354 dólares y $1.025 dólares como compensación a la víctima. El 1 de octubre de 2015, luego de haber apelado el dictamen, la sentencia en su contra fue ratificada por la Sala de lo Penal de la Corte de El Oro, aunque Quirola aseveró que apelaría a la instancia de casación en la Corte Nacional de Justicia. La misma se pronunció el 1 de febrero de 2016, negando la apelación de Quirola y ratificando la condena.
En marzo del mismo año se realizó un pedido de destitución contra Quirola por el juicio en que había sido condenado, pero el consejo provincial lo ratificó como prefecto.